# Montignac-Lascaux
Montignac-Lascaux (até 2020: Montignac) é uma comuna francesa na região administrativa da Nova Aquitânia, no departamento Dordonha. Estende-se por uma área de 37,19 km². Em 2010 a comuna tinha 2 807 habitantes (densidade: 75,5 hab./km²).